# 中国驻哈萨克斯坦大使列表
本列表为中華人民共和國驻哈萨克斯坦历任大使名录。

## 历任中国驻哈萨克斯坦大使

### 中华人民共和国驻哈萨克斯坦大使（1992年至今）
1992年1月3日，中华人民共和国与哈萨克斯坦建交。
| 姓名   | 任命           | 任命           | 到任           | 递交国书       | 免职           | 免职           | 离任       | 外交衔级 | 外交职务     | 备注     |
| 姓名   | 全国人大常委会 | 主席           | 到任           | 递交国书       | 全国人大常委会 | 主席           | 离任       | 外交衔级 | 外交职务     | 备注     |
| ------ | -------------- | -------------- | -------------- | -------------- | -------------- | -------------- | ---------- | -------- | ------------ | -------- |
| 李辉   | 不適用         | 不適用         | 1992年2月      | 1992年2月21日  | 不適用         | 不適用         | 1992年4月  | 参赞     | 临时代办     | 筹备开馆 |
| 张德广 | 1992年2月25日  | 1992年4月10日  | 1992年4月      | 1992年4月28日  | 1993年7月2日   | 1993年9月10日  | 1993年8月  | 大使     | 特命全权大使 |          |
| 陈棣   | 1993年7月2日   | 1993年9月10日  | 1993年9月      | 1993年9月21日  | 1997年7月3日   | 1997年10月31日 | 1997年7月  | 大使     | 特命全权大使 |          |
| 李辉   | 1997年7月3日   | 1997年10月31日 | 1997年8月      | 1997年8月27日  | 1999年12月25日 | 2000年4月12日  | 2000年3月  | 大使     | 特命全权大使 |          |
| 姚培生 | 1999年12月25日 | 2000年4月12日  | 2000年3月      | 2000年3月24日  | 2003年4月26日  | 2003年9月28日  | 2003年9月  | 大使     | 特命全权大使 |          |
| 周晓沛 | 2003年4月26日  | 2003年9月28日  | 2003年9月      | 2003年9月22日  | 2005年7月1日   | 2006年1月23日  | 2005年10月 | 大使     | 特命全权大使 |          |
| 张喜云 | 2005年7月1日   | 2006年1月23日  | 2005年11月7日  | 2005年11月15日 | 2008年6月26日  | 2008年9月30日  | 2008年9月  | 大使     | 特命全权大使 |          |
| 程国平 | 2008年6月26日  | 2008年9月30日  | 2008年9月26日  | 2008年10月8日  | 2010年2月26日  | 2010年5月13日  | 2010年2月  | 大使     | 特命全权大使 |          |
| 周力   | 2010年2月26日  | 2010年5月13日  | 2010年5月11日  | 2010年9月9日   | 2013年6月29日  | 2013年8月23日  | 2013年8月  | 大使     | 特命全权大使 |          |
| 乐玉成 | 2013年6月29日  | 2013年8月23日  | 2013年8月8日   | 2013年9月4日   | 2014年8月31日  | 2014年12月18日 | 2014年9月  | 大使     | 特命全权大使 |          |
| 张汉晖 | 2014年11月1日  | 2014年12月18日 | 2014年11月23日 | 2014年12月10日 | 2018年6月22日  | 2018年9月7日   | 2018年4月  | 大使     | 特命全权大使 |          |
| 张霄   | 2018年6月22日  | 2018年9月7日   | 2018年8月30日  | 2018年10月8日  |                | 2025年1月9日   | 2024年12月 | 大使     | 特命全权大使 |          |
| 韩春霖 |                | 2025年1月9日   | 2024年12月30日 | 2025年1月22日  | 现任           |                |            | 大使     | 特命全权大使 |          |